# La Costa (Toralla)
La Costa és un indret del terme municipal de Conca de Dalt, a l'antic terme de Toralla i Serradell, al Pallars Jussà, en territori del poble de Toralla.
Està situada a llevant de Toralla, al costat mateix de lo Castell, el cim on hi ha el Castell de Toralla. És a ponent de Comellans i al sud-oest del cim del Saviner, al nord de la Carretera de Toralla.